# Króle Duże
Króle Duże is een plaats in het Poolse district  Ostrowski (Mazovië), woiwodschap Mazovië. De plaats maakt deel uit van de gemeente Andrzejewo en telt 420 inwoners.